# Gianluca Pagliuca
Gianluca Pagliuca , olasz kiejtés szerint dʒanˈluka paʎˈʎuka (Bologna, 1966. december 18. –) olasz válogatott labdarúgó, kapus.
Generációja egyik legjobb kapusa számos hazai és nemzetközi siker részese volt. Az agilis, atletikus, remek reflexekkel megáldott Pagliuca legnagyobb nemzetközi eredménye az 1994-es vb-n elért döntő volt.

## Pályafutása
Pagliuca pályafutása során négy csapatban játszott, 1987 és 1994 között a Sampdoriában, majd öt évig az Interben, ezt követően újabb hét évet húzott le szülővárosa csapatában, a Bolognában, majd karrierje utolsó szezonját Ascoliban töltötte.
Első csapatával, a Sampdoriával bajnok lett, valamint a KEK-et is megnyerte.  Az olasz kupát háromszor nyerte meg.  Hét év alatt összesen 198 bajnokin szerepelt, majd 1994-ben az Interhez igazolt. A kék-feketékkel szintén összejött egy nemzetközi siker, amikor UEFA-kupát sikerült elhódítania. Az olasz házidöntőben, a Lazio ellen Pagliuca csapatkapitányként vezethette ki az Intert a döntőben.
1999-ben elhagyta az Intert, és szülővárosába, a Bologna csapatához igazolt. Itt hét évig játszott, és akkor sem hagyta el a csapatot, amikor a piros-kékek kiestek a Serie A-ból. 2006-ban egy szezonra elszerződött az Ascolihoz igazolt, majd 2007-ben válogatottbeli nagy riválisával, Angelo Peruzzival együtt visszavonult. 2006. szeptember 17-én megdöntötte  Dino Zoff rekordját, és ő lett a Serie A történetének legtöbbször pályára lépő kapusa.
A válogatottban 1990-ben mutatkozhatott be, és az 1994-es, valamint az 1998-as vb-n is ő volt az olaszok első számú kapusa. Egy kétes értékű történelmi tett is az ő nevéhez fűződik: az 1994-es amerikai tornán ő lett a világbajnokságok történetének első kapus, aki a kiállítás sorsára jutott, amikor a tizenhatoson kívül kézzel ért a labdához Norvégia ellen. Az 1998-as tornán szintén egy emlékezetes esemény középpontjában állt: a torna egyik legszebb védését mutatta be, az ellenfél pedig ezúttal is a norvég válogatott volt. Pagliuca a csatár Tore André Flo fejesét tudta hatalmas bravúrral hárítani. A fiatal Francesco Toldo és Gianluigi Buffon szép lassan kiszorították őt a kezdőcsapatból, és 1998 után nem is játszott több meccseet a válogatottban.

## Játékos statisztikái

### Klubcsapatokban
| Klub           | Szezon         | Liga           | Liga  | Liga  | Olasz Kupa | Olasz Kupa | Európai | Európai | Összesen | Összesen |
| Klub           | Szezon         | Bajnokság      | Mérk. | Gólok | Mérk.      | Gólok      | Mérk.   | Gólok   | Mérk.    | Gólok    |
| -------------- | -------------- | -------------- | ----- | ----- | ---------- | ---------- | ------- | ------- | -------- | -------- |
| Sampdoria      | 1986–87        | Serie A        | 0     | 0     | —          | —          | —       | —       | 0        | 0        |
| Sampdoria      | 1987–88        | Serie A        | 2     | 0     | 5          | 0          | —       | —       | 7        | 0        |
| Sampdoria      | 1988–89        | Serie A        | 33    | 0     | 12         | 0          | 5       | 0       | 50       | 0        |
| Sampdoria      | 1989–90        | Serie A        | 34    | 0     | 5          | 0          | 7       | 0       | 46       | 0        |
| Sampdoria      | 1990–91        | Serie A        | 32    | 0     | 10         | 0          | 8       | 0       | 50       | 0        |
| Sampdoria      | 1991–92        | Serie A        | 34    | 0     | 9          | 0          | 11      | 0       | 54       | 0        |
| Sampdoria      | 1992–93        | Serie A        | 29    | 0     | —          | —          | —       | —       | 29       | 0        |
| Sampdoria      | 1993–94        | Serie A        | 34    | 0     | 10         | 0          | —       | —       | 44       | 0        |
| Összesen       | Összesen       | Összesen       | 198   | 0     | 51         | 0          | 31      | 0       | 280      | 0        |
| Internazionale | 1994–95        | Serie A        | 34    | 0     | 7          | 0          | 2       | 0       | 43       | 0        |
| Internazionale | 1995–96        | Serie A        | 34    | 0     | 6          | 0          | 2       | 0       | 42       | 0        |
| Internazionale | 1996–97        | Serie A        | 34    | 0     | 7          | 0          | 12      | 0       | 53       | 0        |
| Internazionale | 1997–98        | Serie A        | 34    | 0     | 4          | 0          | 11      | 0       | 49       | 0        |
| Internazionale | 1998–99        | Serie A        | 29    | 0     | 6          | 0          | 10      | 0       | 47       | 0        |
| Összesen       | Összesen       | Összesen       | 165   | 0     | 30         | 0          | 37      | 0       | 234      | 0        |
| Bologna        | 1999–00        | Serie A        | 32    | 0     | 3          | 0          | 6       | 0       | 41       | 0        |
| Bologna        | 2000–01        | Serie A        | 34    | 0     | 2          | 0          | —       | —       | 36       | 0        |
| Bologna        | 2001–02        | Serie A        | 34    | 0     | —          | —          | —       | —       | 34       | 0        |
| Bologna        | 2002–03        | Serie A        | 34    | 0     | —          | —          | 4       | 0       | 38       | 0        |
| Bologna        | 2003–04        | Serie A        | 34    | 0     | —          | —          | —       | —       | 34       | 0        |
| Bologna        | 2004–05        | Serie A        | 38    | 0     | —          | —          | —       | —       | 40       | 0        |
| Bologna        | 2005–06        | Serie B        | 42    | 0     | 2          | 0          | —       | —       | 44       | 0        |
| Összesen       | Összesen       | Összesen       | 248   | 0     | 7          | 0          | 10      | 0       | 267      | 0        |
| Ascoli         | 2006–07        | Serie A        | 23    | 0     | 2          | 0          | —       | —       | 25       | 0        |
| Teljes karrier | Teljes karrier | Teljes karrier | 634   | 0     | 90         | 0          | 78      | 0       | 806      | 0        |

### A válogatottban
| Olaszország | Olaszország | Olaszország |
| Évek        | Mérk.       | Gólok       |
| ----------- | ----------- | ----------- |
| 1991        | 3           | 0           |
| 1992        | 3           | 0           |
| 1993        | 8           | 0           |
| 1994        | 13          | 0           |
| 1995        | 3           | 0           |
| 1996        | 0           | 0           |
| 1997        | 3           | 0           |
| 1998        | 6           | 0           |
| Összesen    | 39          | 0           |

## Sikerei, díjai
- Bajnok: 1990-91
- Kupagyőztes: 1987-88, 1988-89, 1993-94
- Szuperkupa-győztes: 1991
- KEK-győztes: 1989-90
- UEFA-kupa-győztes: 1997-98
- Vb-ezüstérmes: 1994
- Vb-bronzérmes: 1990